# John Young Brown (Politiker)

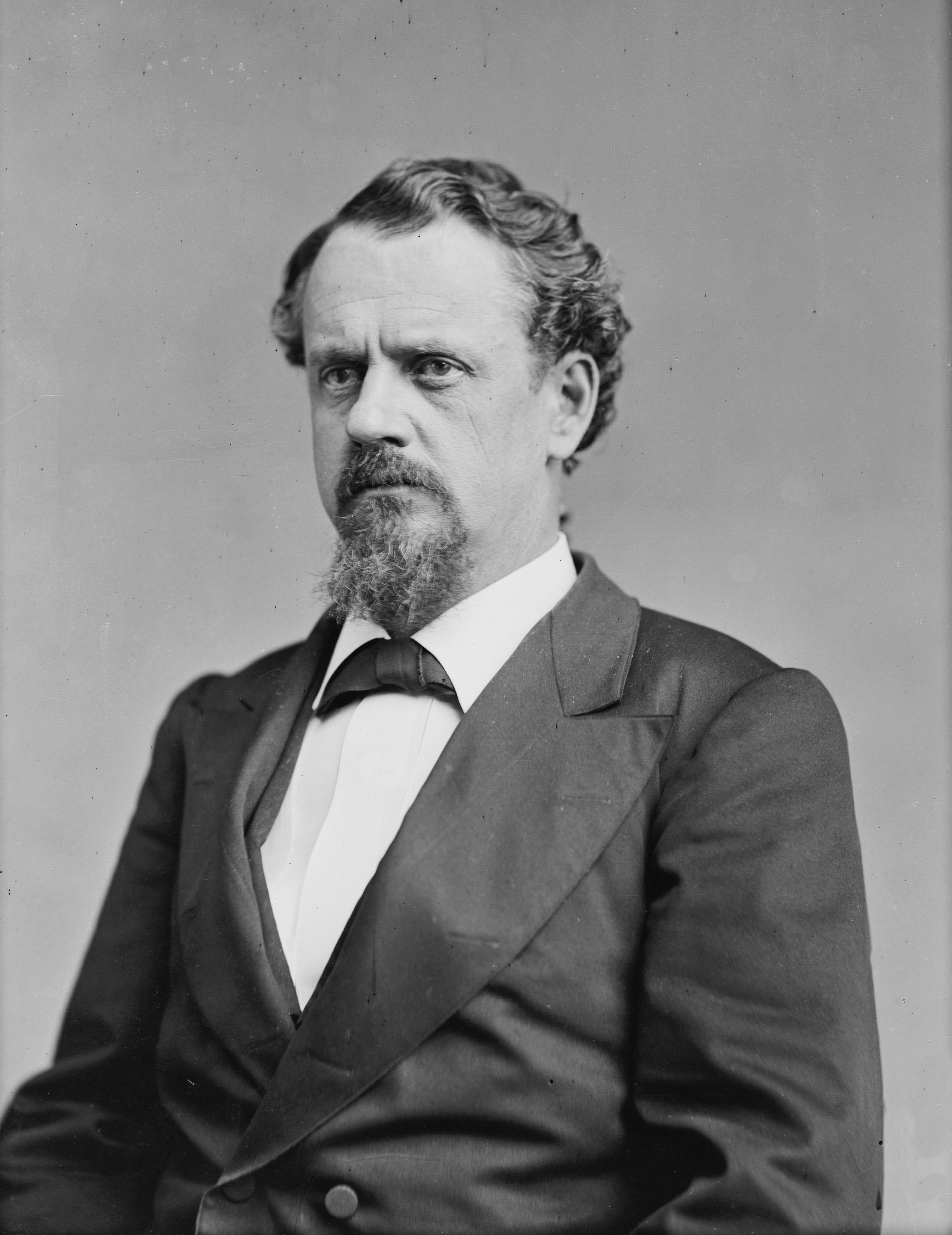
John Young Brown

John Young Brown (* 28. Juni 1835 in Claysville, Hardin County, Kentucky; † 11. Januar 1904 in Henderson, Kentucky) war ein US-amerikanischer Jurist und Politiker. Von 1891 bis 1895 war er Gouverneur des Bundesstaates Kentucky. 

## Frühe Jahre und politischer Aufstieg
John Brown war der Neffe der Kongressabgeordneten Bryan Rust Young (1800–1882) und William Singleton Young (1790–1827). Er besuchte bis 1855 das Centre College in Danville. Es folgten ein Jurastudium und 1857 die Zulassung als Rechtsanwalt. Schließlich ließ er sich in Elizabethtown als Anwalt nieder. Im Jahr 1859 wurde er in das US-Repräsentantenhaus gewählt, konnte aber sein Mandat zunächst nicht antreten, weil er das Mindestalter noch nicht erreicht hatte. Erst nach dem Erreichen dieser Altersgrenze wurde er zum Kongress zugelassen. Nach Ausbruch des Bürgerkrieges entschied er sich für den Süden, auf dessen Seite er als Soldat am Krieg teilnahm. Nach dem Krieg zog er nach Henderson und wurde erneut in den Kongress gewählt. Dieses Mal wurde ihm sein Sitz wegen seiner Illoyalität während des Krieges verweigert. Bei der nächsten Wahl wurde er dann wieder zugelassen und von 1873 bis 1877 war er damit erneut im Repräsentantenhaus vertreten. Dort wurde er wegen ausfälliger Bemerkungen und unwürdigen Betragens gerügt. Nach dem Ende seiner Zeit im Kongress nahm er eine politische Auszeit, während der er wieder als Anwalt tätig war.

## Gouverneur von Kentucky
Im Jahr 1891 wurde Brown von der Demokratischen Partei als Kandidat für die anstehende Gouverneurswahl aufgestellt. Er gewann die Wahl mit 49,9 % der Stimmen gegen den Republikaner Andrew T. Wood (40,1 %) und zwei weitere Kandidaten kleinerer Parteien. Seine Amtszeit begann am 2. September 1891 und endete am 10. Dezember 1895. In dieser Zeit führte er eine Steuerreform durch. Die Frage der Ausleihe von Sträflingen als Arbeiter wurde in jenen Jahren heftig diskutiert und die Gewalt nahm in Kentucky wieder zu. Es gab zwischen 1892 und 1895 56 Lynchmorde. Gegen Ende seiner Amtszeit begann eine Phase der innenpolitischen Instabilität in Kentucky. Ein Hauptgrund war die Zersplitterung der Demokratischen Partei in verschiedene Faktionen. Daran hatte auch der Gouverneur seinen Anteil, der einige seiner Regierungsmitglieder, unter anderem den Justizminister, scharf angriff. Die Krise schwächte die Partei. Dadurch gelang es den Republikanern 1895 mit William O’Connell Bradley erstmals, einen Sieg bei Gouverneurswahlen in Kentucky zu erringen. Die innenpolitische Instabilität hielt an und eskalierte im Jahre 1900 in einem Disput um Wahlbetrug und einem tödlichen Attentat auf den neuen Gouverneur William Goebel.

## Lebensende und Tod
Nach dem Ende seiner Amtszeit wurde Brown wieder Rechtsanwalt. Ein Versuch, 1896 in den Kongress gewählt zu werden, scheiterte ebenso wie sein Versuch, 1899 die demokratische Nominierung für die Gouverneurswahl zu erlangen. Nach der Ermordung von Gouverneur Goebel vertrat er Caleb Powers, einen der vermeintlichen Verschwörer, vor Gericht, der 1909 von Gouverneur Augustus E. Willson begnadigt wurde. John Brown starb am 11. Januar 1904, er war zweimal verheiratet und hatte insgesamt zwei Kinder.